# Departamento Toay
Toay es uno de los 22 departamentos en los que se divide la provincia de La Pampa en Argentina.

## Gobiernos locales
Su territorio se divide entre:
- Municipio de Toay
- Municipio de Winifreda (parte de su zona rural está en los departamentos Conhelo y Capital)
- La localidad de Naicó y zona rural del municipio de Ataliva Roca (el resto se extiende en los departamentos Utracán y Atreucó)
- Zona rural del municipio de Luan Toro (el resto se extiende por los departamentos Loventué y Conhelo)
- Zona rural del municipio de Santa Rosa (el resto se extiende en el departamento Capital)
- Zona rural del municipio de Carro Quemado (el resto se extiende en el departamento Loventué)

## Superficie, límites y accesos

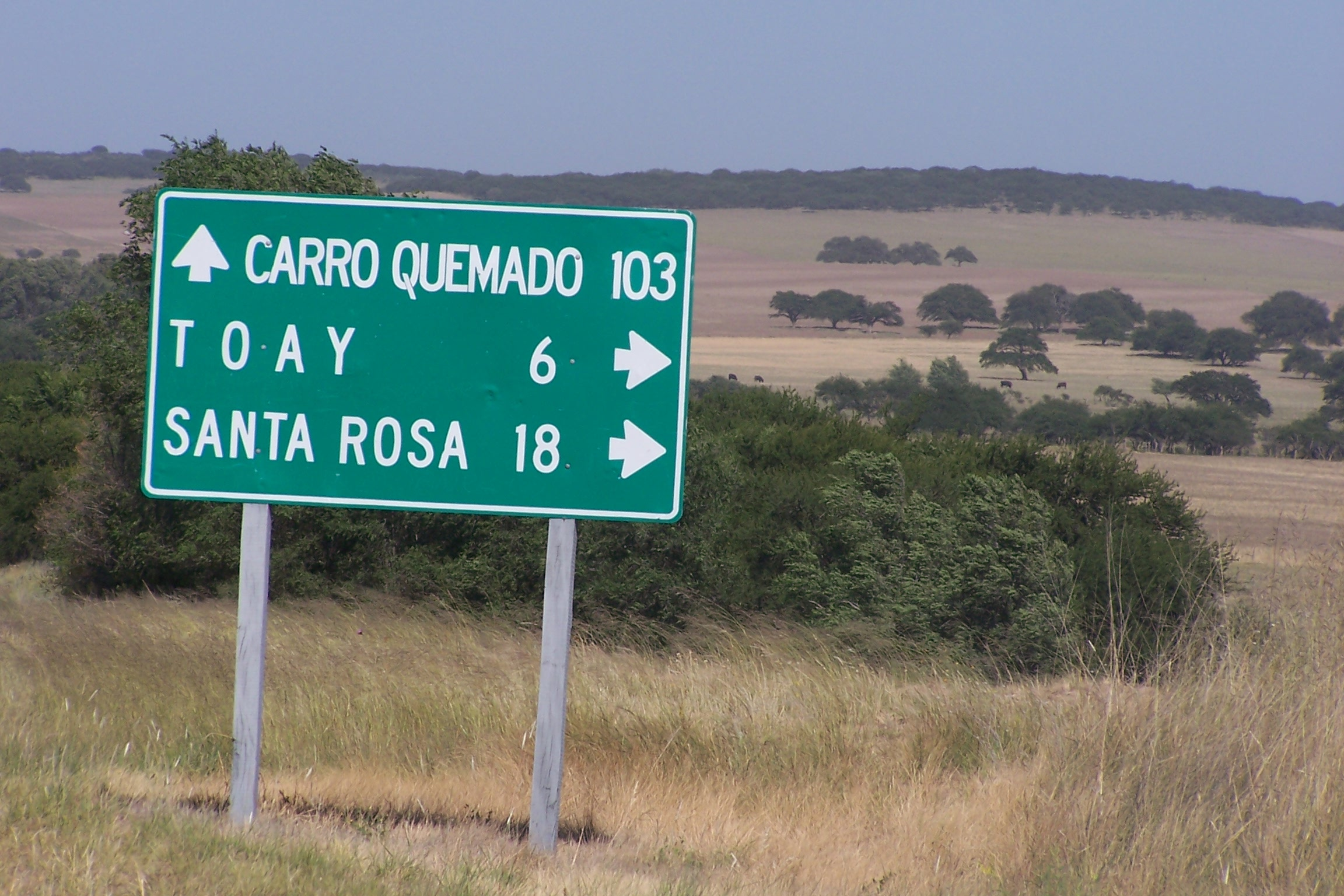
Entrada de Toay, Argentina

Posee una superficie de 5 092 km². Limita al norte con el departamento Conhelo, al noreste con el departamento Capital, al este con el departamento Atreucó, al sur con el departamento Utracán y al oeste con el departamento Loventué.
Se accede al departamento por la ruta nacional RN 35 y provinciales RP 11, RP 12 y RP 14.

## Población
El departamento contó con 18 029 habitantes (Indec, 2022), lo que representó un incremento del 45.3% frente a los 12 409 habitantes (Indec, 2010) del censo anterior.
El dato le valió la tercera colocación en la provincia por población y la variación de crecimiento intercensal más alta en La Pampa.
| Gráfica de evolución demográfica de Departamento Toay entre 1991 y 2022 |
|                                                                         |
| Fuente: censos nacionales del INDEC                                     |

## Toponimia
El nombre "Toay" proviene de la expresión mapuche que significa "vuelta", "rodeo", "abra" o "claro en el monte".

## Economía
El departamento Toay forma parte de la Microrregión 6, uno de los sectores en los cuales el Ministerio de la Producción de La Pampa subdividió virtualmente a la provincia, a los efectos del análisis de la problemática regional y la definición y puesta en marcha de planes de desarrollo. La región está caracterizada por la fuerte concentración de la población en las ciudades de Toay y Santa Rosa, que en la actualidad forman un conglomerado urbano llamado Gran Santa Rosa. Esta situación produce una estructura económica con fuerte incidencia del sector secundario (industrias) y terciario (servicios).

El sector primario está caracterizado por la producción de cereales y oleaginosas y ganadería bovina, en general en explotaciones familiares de no más de 500 ha.

## Área natural protegida
Dentro del departamento Toay se encuentra el Parque Luro, una de las áreas protegidas provinciales más visitadas de La Pampa. El principal interés lo constituye la observación de flora y fauna y el monumento histórico provincial El Castillo, "chatêau" construido a principios del siglo XX. por Pedro Olegario Luro Pradère.